# Suerte de varas
En tauromaquia, la suerte de varas se realiza a caballo, y es utilizada para comprobar tanto las virtudes como los defectos que pueda tener el toro en el transcurso de la lidia. La forma más correcta y estética de llevarla a cabo es que el picador “tire el palo” deslizándolo por la mano deteniendo al toro todo lo posible antes de que llegue al peto con la “vara de detener” tal y como es conocida.

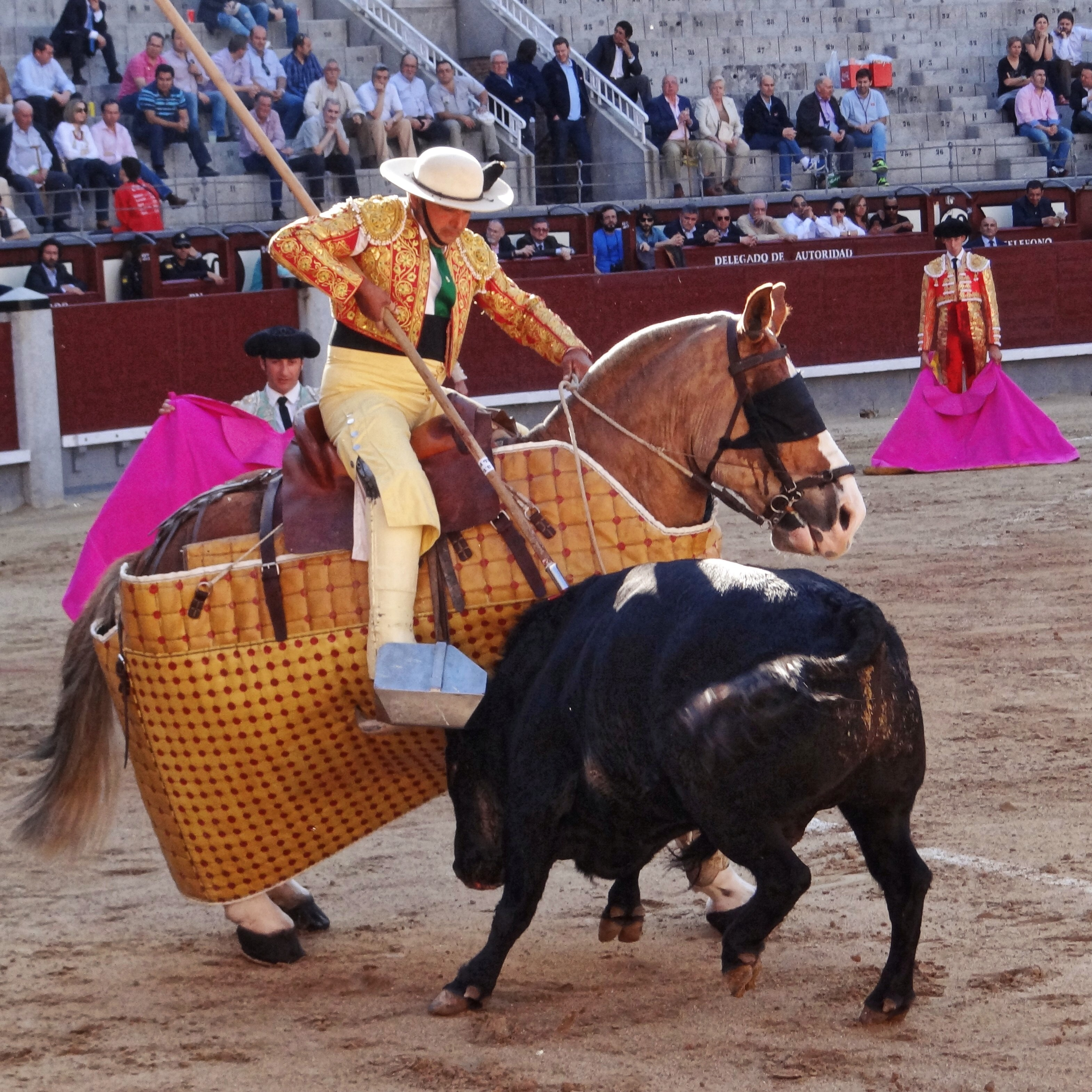
Tercio de varas. Picador y toro.

## Reglamento
Fue Pepe Hillo en el libro de “ Tauromaquia o arte de torear ”, en la primera edición publicada en 1796, quién explicaba dónde hay que picar. En los primeros reglamentos datados en el año 1852 (Madrid), elaborados por D. Melchor Ordóñez y haciendo referencia al Art.(18) sobre esta suerte del toreo, explicó que “había que picar donde el arte exige”.
Posteriores reglamentos han especificado y coincidido en que: el lugar idóneo del puyazo es en el morrillo.

Es en 1928 cuando se comenzó a usar en peto siendo reflejada tal condición en el reglamento taurino nacional, ya que antiguamente y tal y como podemos observar en obras expuestas en el museo del Prado como por ejemplo la de “ La suerte de varas ” de Eugenio Lucas Velázquez en 1855, pintor muy inspirado por Goya, no se usaba el peto y esta suerte se ejecutaba sin ninguna protección al caballo, circunstancia que en muchas ocasiones desencadenaba en la muerte del equino.

## Ejecución de la suerte
La forma en la que el picador ejecuta el tercio de varas reviste gran importancia pues influye en el desarrollo posterior de la lidia, ya que afecta al comportamiento del toro. La zona donde se pica al toro es en la parte alta y anterior del cuello denominada morrillo.   El picador ha de conocer perfectamente las características del toro antes de picarlo, así como las condiciones del caballo que monta. Estará colocado correctamente sobre la montura para proceder según el tipo de toro que deba picar:

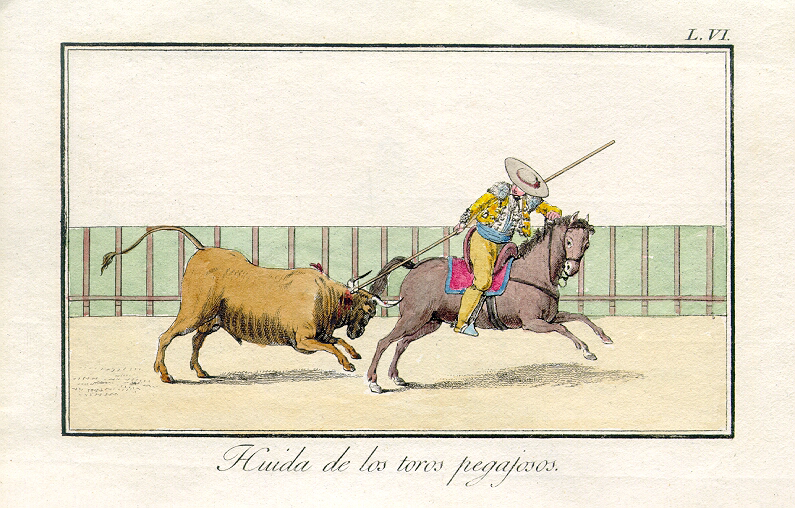
José Delgado y Gálvez toreab06

- Toros abantos: [nota 1] el picador espera la acometida del toro, le ve llegar dejando que este se le acerque, se produce la suerte más lucida de todas las suertes de picar. El picador inflige poca herida al toro.[8][9]
- Toros aplomados: [nota 2] el picador sale a buscar al toro, lo cita de frente en línea recta con el toro. Si el toro no acude, el picador se acerca a él. Es frecuente que el toro tarde un tiempo en arrancarse hacia el caballo, si finalmente no lo hace, el picador se retira hacia atrás para cambiarse de lugar.[7][9][8]
- Toros boyantes y levantados: [nota 3][nota 4] el picador con la vara bien sujeta, picará sobre morrillo sacando al caballo por la izquierda dando salida al toro por la izquierda de este último, es decir hacia el lado contrario del caballo. La suerte se ejecutará con prontitud.[7][8][9]
- Toros parados: [nota 5] precisan más atención por su carácter codicioso[nota 6] y se le picará de forma que el toro mire hacia las tablas con el picador entre estas y el toro procurando formar una misma línea.[7][8][9]
- Toros pegajosos: [nota 7] el picador no debe dejar que el toro llegue «tanto» al caballo, es decir no directamente, sino que es el toro quien se aproxima al caballo y al picador, este último, se presenta sesgado de forma que el toro puede ve su salida del caballo antes de que  enganche al caballo.[7][8][9]
- Toros que recargan: [nota 8] la suerte se realizaba igual que en el caso de los toros pegajosos. Si el toro insiste en el caballo —bulto— el picador debe salirse y echar la vara hacia atrás, en caso de no tener tiempo de escapar del toro, el picador también recargará la suerte insistiendo con la pica lo más vertical posible.[8][7][9]

## Otras formas de picar

### Periodo hasta elsigloXIX

#### A caballo levantado (en desuso)
Esta era una de las formas de picar más vistosas, de difícil ejecución y muy expuesta tanto para el picador como para el caballo, se ejecutaba con toros duros y que recargaban las suertes. Se realizaba de forma diferente a la habitual y era frecuente en  el siglo XVIII. La forma de picar  A caballo levantado está en desuso desde el año 1917, aunque se menciona en el reglamento de las corridas de toros , novillos y becerros de ese mismo año, al respecto, José María de Cossío en su obra «el toreo» explica como la razón más probable del abandono de esta suerte por parte de los picadores se debió al orden en la que estos actuaban. Lo habitual, por razones de cortesía, era ceder el turno para realizar el primer puyazo al picador con más antigüedad, esta costumbre se convirtió con el tiempo en una obligación recogida incluso en los reglamentos. La norma derivó hasta que en el siglo XIX el picador que debía picar en primer lugar era el menos antiguo de todos y por tanto el de menor experiencia,  convirtiendo la suerte en un lance de derribar el toro al picador. En 1930 la suerte quedó suprimida definitivamente.
Para su ejecución el picador colocaba al caballo terciado —atravesado diagonalmente— ligeramente hacia la izquierda y se dejaba que el toro se acercase al caballo, el picador en ese momento realizaba el puyazo colocando la vara sobre el morrillo sin llegar a empujar al toro para salir del caballo; una vez  que el toro alcanzaba el brazuelo del caballo —pata delantera— el picador hacía que el caballo elevase las manos y lo giraba hacia la derecha en dirección a los cuartos traseros del toro, saliendo protegido por los capotes de los toreros.  La ejecución de esta  suerte requería ente otras astucias de la fortaleza y astucia del caballo.

#### Señor Zahonero (en desuso)
También conocida como la Verónica de picar por la similitud con la Verónica realizada con la capa o capote. Para su ejecución se citaba al toro a cierta distancia dejándolo llegar hasta la jurisdicción del picador —espacio físico que ocupa el torero— una vez que el toro ha humillado, bajando la cabeza, se realizaba la suerte tomando cada uno, picador y toro, la salida hacia su propio terreno. Esta suerte requería del picador situado en «las afueras», es decir en la zona media del ruedo, mientras que el toro ocupaba, en línea con el picador, el espacio de «los adentros», es decir la zona más cercana a las tablas del ruedo. Tras realizar la suerte el picador y el  toro han cambiado su lugar en el ruedo es decir invirtiendo «los terrenos». Esta suerte representaba un serio peligro para el picador que en caso de ser derribado queda expuesto al quedar al descubierto ante el toro pues carece de posibilidades para refugiarse tras la barrera ya que el torero se encuentra en los medios del ruedo. Se desconoce el origen del nombre de esta suerte. La cuadrilla de Francisco Montes «Paquiro» solía emplear esta forma de picar en la lidia.

#### Suerte de picar a pies (en desuso)
Las normas para la realizar esta suerte las recogió «Pepe-Hillo» en su obra «Tauromaquia». El picador debía coger la vara de detener con ambas manos  y debía llevar un capote sobre el brazo izquierdo para garantizarse la defensa en caso de necesidad. El puyazo se realizaba sobre el morrillo del toro, en caso de errar, el picador despedía al toro aparatándolo con el capote. Esta suerte solo se recomendaba en toros «claros»,   toros boyantes y en los blandos; sin embargo resultaba muy peligrosa si era ejecutada en toros duros, pegajosos  o en toros que se ceñían al  picador. Esta forma de picar revestía gran riesgo para el picador, por lo que dejó de usarse en el siglo XIX. El torero «Juanijón» solía realizarla subido a hombros de otro torero.

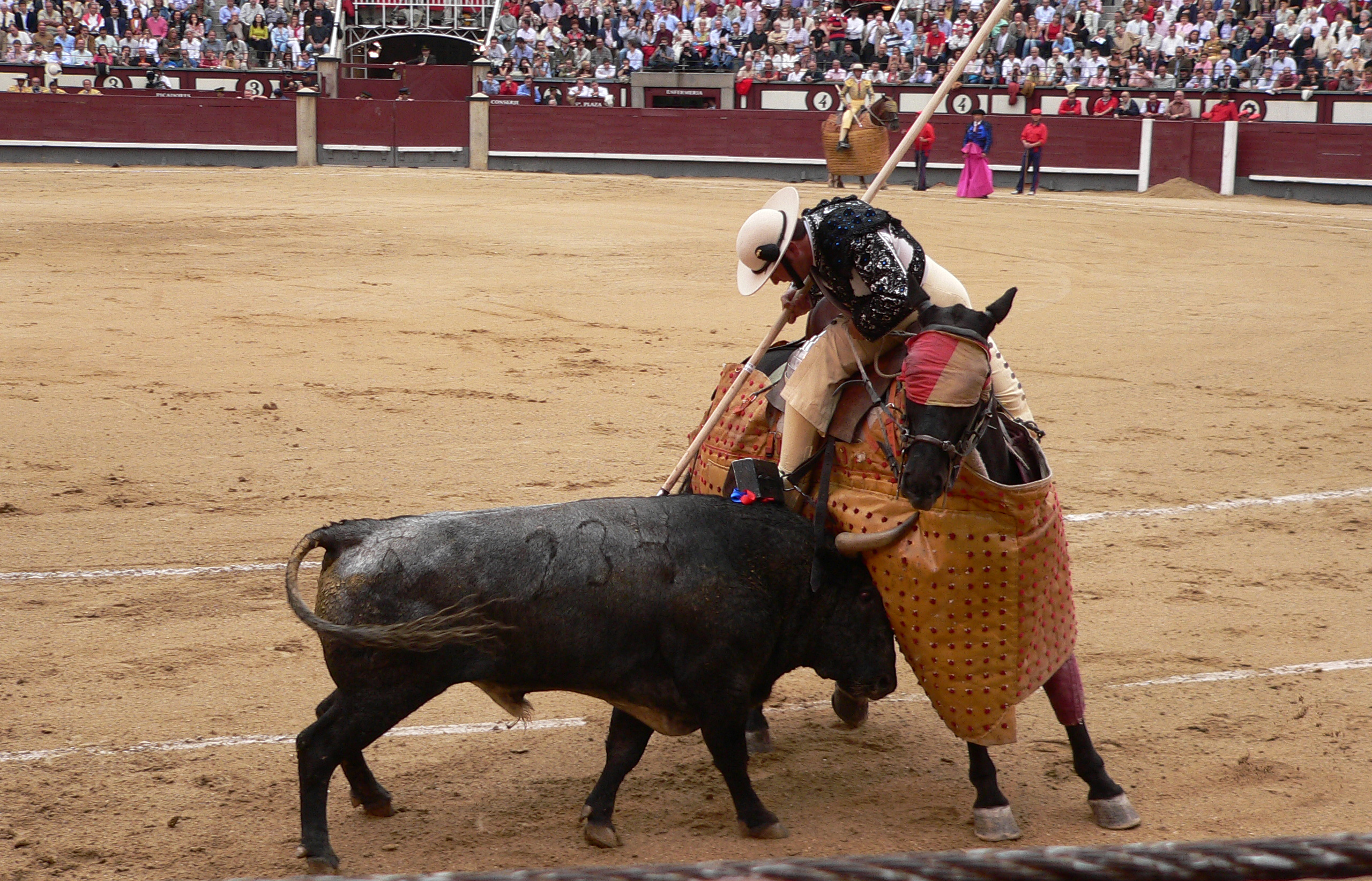
Picador o varilarguero, ejecutando la suerte con un toro de la ganadería de Victorino Martín (Las Ventas, 2005)

### Periodo moderno:sigloXXaXXI
En la actualidad el tercio de varas, impredecible en la lidia, se ejecuta obligando al toro por derecho y por la derecha. Es tan importante la disposición que realiza el matador con el capote y la adecuada puesta en suerte del toro, como la considerable distancia que se le debe dar al astado antes de arrancarse al caballo. Es entonces cuando el picador comienza a llamar la atención del toro, para que se fije en el estribo  tanto con la voz como con el movimiento del palo.[cita requerida]
De esta forma se pueden deducir o medir aspectos como: la bravura del toro, su embestida o sus cualidades a la hora de humillar, hechos que ayudarán al matador en el transcurso de la lidia, siendo así más fácil reconocer las carencias y virtudes de dicho animal.[cita requerida]

## Controversia
Hay opiniones diversas sobre la actuación que realizan los varilargueros, como antiguamente se llamaban, ya que cierto público se limita a no valorar ni apreciar, quizás por desconocimiento, la necesidad de esta suerte, siendo notables las quejas, abucheos e inconformidad en los ruedos cuando el matador decide en determinados momentos que el toro sea picado en más de dos ocasiones, siendo de recibo y ético que todo picador debe tener presente que cada puyazo debe realizarse en la medida justa que cada toro requiera, por ello no es necesario rebajar el castigo si es ejecutado correctamente.